# Abraham Abraham

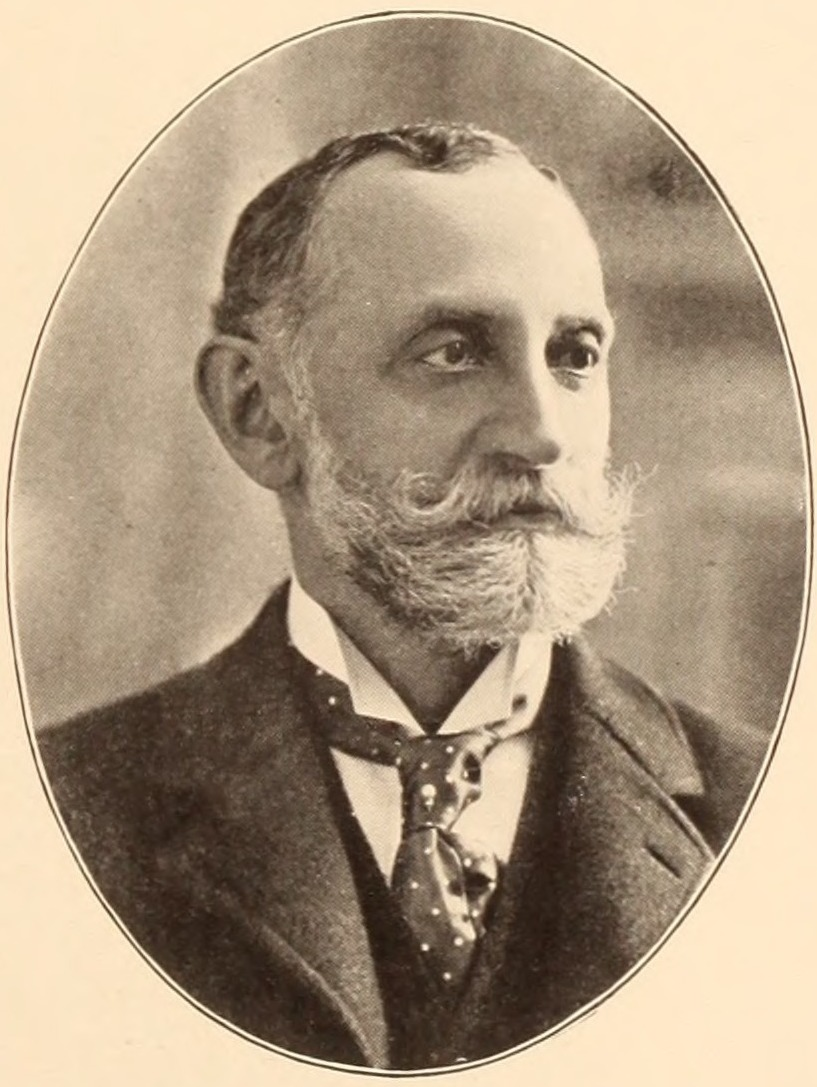
Abraham Abraham

Abraham Abraham (ur. 9 marca 1843, zm. 28 czerwca 1911 w Nowym Jorku) – amerykański businessman, założyciel powstałego w 1865 nowojorskiego centrum komercyjnego Abraham & Straus, dzisiejszego Macy's.
Ojciec Abrahama – Judah Abraham – urodzony w Bawarii, którą opuścił w 1837, ożenił się z Sarah Sussman i wyjechał do Stanów Zjednoczonych. Zaraz po przyjeżdzie do Ameryki niemiecki emigrant otworzył sklep na Murray Street w Nowym Jorku.
Młody Abraham Abraham był wątłego zdrowia, pragnął być skrzypkiem. W czasie Wojny Secesyjnej wyjechał do Chicago, by zaciągnąć się do armii. Od tego zamiaru odwiódł go jego ojciec. W wieku czternastu lat pracował w firmie handlowej Hart & Dettlebach obok Simona Bloomingdale'a i Benjamina Altmana, zarabiając 1 dolara tygodniowo.
W 1865 Abraham otworzył własną firmę w Brooklynie – Wechsler & Abraham – na Fulton Street 285. Firma ta następnie przekształciła się w Abraham & Straus. Od tego czasu zajął się działalnością dobroczynną. Wybudował Brooklyn Jewish Hospital. W 1890 powstał na St. Mark's Avenue 800 w Brooklynie jego dom; obecnie już nie istnieje.
Filantrop zmarł w Cherry Island, obok Alexandria Bay, w Nowym Jorku. Potomkami Abrahama Abrahama byli Donald B. Straus – wychowawca, pisarz i myśliciel; redaktorka i wydawca Nina Rothschild Utne oraz pisarz i reżyser Arthur Bradford.